# Dov Lipman
Dov Lipman (hebrejsky דב ליפמן, narozen 9. září 1971 Washington, D.C.) je izraelský rabín, politik a poslanec Knesetu za stranu Ješ atid.

## Biografie
Je prvním poslancem Knesetu narozeným v USA od dob, kdy se členem izraelského parlamentu stal Meir Kahane. Vystudoval talmud na Ner Israel College ve městě Baltimore, magisterský titul z pedagogiky získal na Johns Hopkins University v Baltimoru. Osvědčení pro výkon profese rabína získal na ješivě Ner Israel. Působí jako publicista a aktivista. Publikuje blog na severu The Times of Israel. Bojuje proti náboženské nesnášenlivosti ultraortodoxních Židů ve městě Bejt Šemeš. Sám patří mezi ultraortodoxní Židy, ale odmítá extrémismus. Prosazuje jejich všeobecné (nejen náboženské) vzdělávání a účast v izraelské armádě, jakož i na pracovním trhu. Je ženatý, má čtyři děti.
Ve volbách v roce 2013 byl zvolen do Knesetu za stranu Ješ atid.